# Dalkurd FF
Dalkurd FF ist ein schwedischer Fußballverein aus Uppsala. Der 2004 in Borlänge gegründete kurdische Immigranten-Verein spielte 2018 erstmals in der Allsvenskan, der höchsten schwedischen Fußballliga.

## Geschichte
Dalkurd FF gründete sich 2004 als soziales Projekt für Jugendliche, dem sich alsbald erfahrenere Spieler anschlossen. Im folgenden Jahr nahm der Klub in der achtklassigen Division 6 erstmals am Spielbetrieb teil. Die Mannschaft setzte zum Durchmarsch durch die einzelnen Spielklassen an und erreichte zur Spielzeit 2009 die viertklassige Division 2 Norra Svealand. Auch hier musste sie nur eine Saisonniederlage verbuchen und schaffte als Staffelsieger den vierten Aufstieg in Serie. Anschließend etablierte sich der Klub auf dem dritthöchsten schwedischen Spielniveau. Am Ende der Drittliga-Spielzeit 2013 erreichte er als Tabellenzweiter die Relegationsspiele zur Superettan, verpasste dort jedoch nach einem 1:0-Hinspielerfolg gegen IFK Värnamo aufgrund einer 1:5-Rückspielniederlage den Aufstieg in die Zweitklassigkeit.
Zwei Jahre später gewann die Mannschaft mit 13 Punkten Vorsprung auf Vizemeister Akropolis IF souverän ihre Staffel und verpasste in der Zweitliga-Spielzeit 2016 mit einem Punkt Rückstand auf Halmstads BK den Relegationsplatz zur Allsvenskan. In der folgenden Spielzeit belegte die Mannschaft hinter Aufsteiger IF Brommapojkarna den zweiten Platz und stieg erstmals in der Vereinsgeschichte in die höchste Spielklasse des schwedischen Verbandes auf. In der Saison 2018 belegte man mit 24 Punkten den vorletzten Platz und musste damit nach einer Saison wieder den Gang in die Zweitklassigkeit antreten.
Im Herbst 2017 wurde per einhelligem Mitgliederbeschluss entschieden, dass der Verein ab Januar 2018 nach Uppsala umzieht. Wegen Neubau bzw. Umbau des dortigen Stadions spielte man für ein Jahr in der Gavlevallen in Gävle, bevor man ab 2020 im neueröffneten Studenternas IP antreten konnte.

## Bemerkenswertes
Abseits des Fußballplatzes fiel Dalkurd FF durch politisches Engagement auf. So wurde beispielsweise für die Europawahl 2009 die Kandidatin Evin Cetin unterstützt.
Am 24. März 2015 entkam der Fußballclub in letzter Minute einer großen Katastrophe. Die Mannschaft hatte Tickets für den Germanwings-Flug 9525 von Barcelona nach Düsseldorf, bei dem das Flugzeug in den französischen Alpen zum Absturz gebracht wurde, ohne dass es Überlebende gab. Sie hatte sich kurz vor dem Start jedoch entschieden, andere Flüge zu nehmen, da sie beim Zwischenstopp in Deutschland zu lange hätte warten müssen.